# はまかぜ (列車)
はまかぜは、西日本旅客鉄道（JR西日本）が大阪駅 - 豊岡駅・城崎温泉駅・香住駅・鳥取駅間を東海道本線・山陽本線（JR神戸線）・播但線・山陰本線経由で運転している特別急行列車。北近畿ビッグXネットワークを形成する列車のひとつでもある。
播但線経由で運転されていた優等列車の沿革についてもここで記述する。

## 概要
主に兵庫県の但馬地方と県南部の姫路市、神戸市や大阪市を結ぶ役割を持つ列車のひとつ。
福知山線経由の特急「まつかぜ」の補完列車および、姫路駅での新幹線連絡も兼ねて1972年（昭和47年）に新大阪駅・大阪駅 - 鳥取駅・倉吉駅間を播但線経由で運転を開始した。
大阪 - 鳥取間の輸送は主に智頭急行線・因美線経由の特急「スーパーはくと」が担い、大阪 - 城崎温泉間は福知山線経由の特急「こうのとり」の方が所要時間・距離共に短いため、乗客流動は大阪駅からの利用よりも神戸・播磨地域（三ノ宮駅以西）から浜坂駅までの利用が多い傾向にあり、実質的に兵庫県内のみの輸送に特化した列車となっている。
なお本列車以前に、房総地区の臨時列車で「浜風」という列車が設定されていたことがある。

### 列車名の由来
列車名は1955年（昭和30年）に国の天然記念物に指定され、日本最大級の砂丘でもある鳥取砂丘に吹き付ける「浜風」から採られた。

## 運行概況
2024年（令和6年）3月16日現在、大阪駅 - 鳥取駅間に1往復（下り1号、上り4号）、大阪駅 - 香住駅間に1往復（下り3号、上り6号）、大阪駅 - 豊岡駅間に下り1本（5号）、大阪駅 - 城崎温泉駅間に上り1本（2号）が設定されている。
多客期には大阪駅 - 浜坂駅間に臨時列車としてさらに1往復設定されることがある。カニのシーズンには、同区間で「かにカニはまかぜ」も運転される。
キハ189系の投入と並行し、プラットホーム・信号機器など地上設備の整備事業が沿線自治体の負担で行われていたが、地上設備の改良工事の一部が完了したことにより、2012年（平成24年）3月17日のダイヤ改正からスピードアップを行い、所要時間が最大15分短縮された。
全列車が姫路駅でスイッチバックを行う。
列車番号は号数+Dで、大阪駅発が下り列車として奇数の番号を使用しており、列車番号は全区間で同じである。1968年（昭和43年）10月1日から2016年（平成26年）3月25日までの間、気動車列車で 1D の列車番号を付与される列車は、「はまかぜ」1号が唯一であった。3・6号の延長区間（香住駅 - 浜坂駅間）は8000番台の列車番号を付与し、3号が8003D、6号が8006Dとなっている。臨時列車の88・89号は9000番台の列車番号を付与し、88号が9088D、89号が9089Dとなっている。2023年（令和5年）12月29日 - 31日、2024年（令和6年）1月2日・3日は91号が9091D、92号が9092Dとして運転された。「かにカニはまかぜ」は下りが8091D、上りが8092Dとなっている。

### 停車駅
大阪駅 - 三ノ宮駅 - 神戸駅 - 明石駅 -（西明石駅）-（加古川駅）- 姫路駅 - 福崎駅 - 寺前駅 - 生野駅 -（竹田駅）- 和田山駅 - 八鹿駅 - 江原駅 - 豊岡駅 - 城崎温泉駅 - 竹野駅 - 香住駅 - 浜坂駅 - 岩美駅 - 鳥取駅
- （）：一部の列車が停車
- 多客期には下り1号と上り6号が加古川駅・佐津駅に臨時停車することがある[1]。
- 平日に限り、上り6号は大阪駅到着後、「らくラクびわこ」4号（草津行き）となるが、車内点検と清掃を行うため一度ドアは閉められる（「はまかぜ」から「らくラクびわこ」へ引き続き乗車する場合も一度降車する必要がある）。[要出典]

凡例
- ●：停車
- ─・←・→：通過（矢印は運転方向）

| 運行本数        | 号数    | 東海道本線 | 東海道本線 | 東海道本線 | 山陽本線 | 山陽本線 | 山陽本線 | 山陽本線 | 山陽本線 | 播但線 | 播但線 | 播但線 | 播但線 | 播但線 | 播但線   | 山陰本線 | 山陰本線 | 山陰本線 | 山陰本線 | 山陰本線   | 山陰本線 | 山陰本線 | 山陰本線 | 山陰本線 | 山陰本線 |
| 運行本数        | 号数    | 大阪駅     | 三ノ宮駅   | 神戸駅     | 神戸駅   | 明石駅   | 西明石駅 | 加古川駅 | 姫路駅   | 姫路駅 | 福崎駅 | 寺前駅 | 生野駅 | 竹田駅 | 和田山駅 | 和田山駅 | 八鹿駅   | 江原駅   | 豊岡駅   | 城崎温泉駅 | 竹野駅   | 香住駅   | 浜坂駅   | 岩美駅   | 鳥取駅   |
| --------------- | ------- | ---------- | ---------- | ---------- | -------- | -------- | -------- | -------- | -------- | ------ | ------ | ------ | ------ | ------ | -------- | -------- | -------- | -------- | -------- | ---------- | -------- | -------- | -------- | -------- | -------- |
| 下り1本 上り1本 | 1号 4号 | ●          | ●          | ●          | ●        | ●        | ─        | ─        | ●        | ●      | ●      | ●      | ●      | ●      | ●        | ●        | ●        | ●        | ●        | ●          | ●        | ●        | ●        | ●        | ●        |
| 上り1本         | 2号     | ●          | ●          | ●          | ●        | ●        | ←        | ←        | ●        | ●      | ●      | ●      | ●      | ←      | ●        | ●        | ●        | ●        | ●        | ●          |          |          |          |          |          |
| 下り1本 上り1本 | 3号 6号 | ●          | ●          | ●          | ●        | ●        | ─        | ─        | ●        | ●      | ●      | ●      | ●      | ─      | ●        | ●        | ●        | ●        | ●        | ●          | ●        | ●        |          |          |          |
| 下り1本         | 5号     | ●          | ●          | ●          | ●        | ●        | ●        | ●        | ●        | ●      | ●      | ●      | ●      | →      | ●        | ●        | ●        | ●        | ●        |            |          |          |          |          |          |
| 停車本数        | 下り    | 3          | 3          | 3          | 3        | 3        | 1        | 1        | 3        | 3      | 3      | 3      | 3      | 1      | 3        | 3        | 3        | 3        | 3        | 2          | 2        | 2        | 1        | 1        | 1        |
| 停車本数        | 上り    | 3          | 3          | 3          | 3        | 3        | 0        | 0        | 3        | 3      | 3      | 3      | 3      | 1      | 3        | 3        | 3        | 3        | 3        | 3          | 2        | 2        | 1        | 1        | 1        |

### 使用車両・編成
2010年（平成22年）11月7日から、吹田総合車両所京都支所に所属するキハ189系気動車が使用されている。グリーン車はなく、普通車のみの3両編成での運転を基本とし、多客時には2編成を連結した6両で運転される。かつては自由席も設定されていたが、2021年（令和3年）3月13日より全車指定席となった。
運転を開始した1972年（昭和47年）から1982年（昭和57年）まではキハ80系気動車が使用され、1975年（昭和50年）までは倉吉駅発着列車には食堂車（キシ80形）も連結されていた。1982年（昭和57年）からは、キハ181系気動車が使用されていたが、長期使用により老朽化が進み、2010年（平成22年）11月6日を最後に、キハ189系に置き換えられた。これによりキハ181系気動車による定期運用は消滅した。

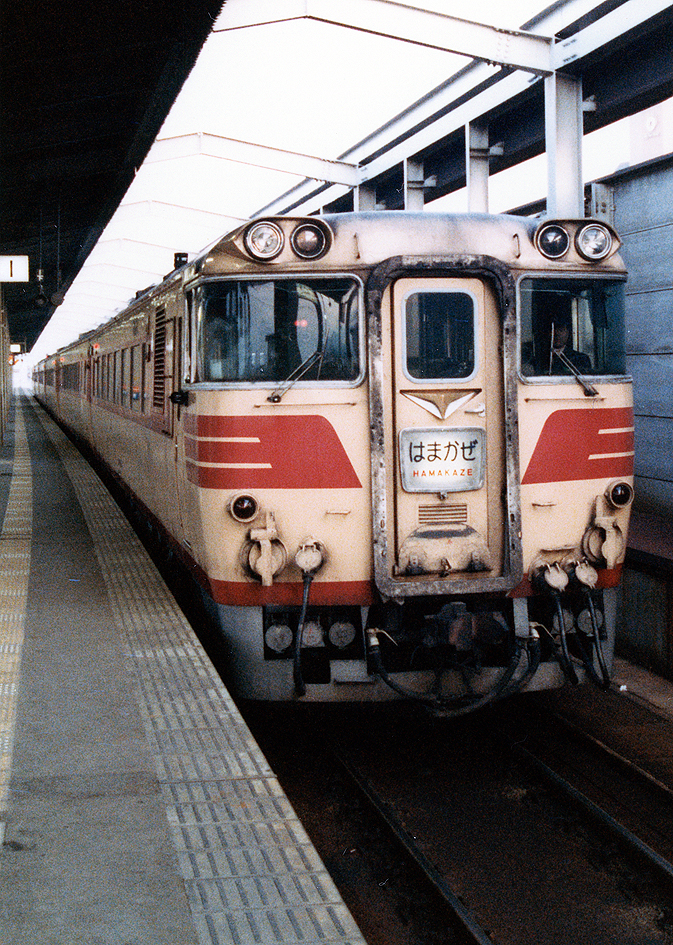
キハ80系「はまかぜ」 （1982年 鳥取駅）
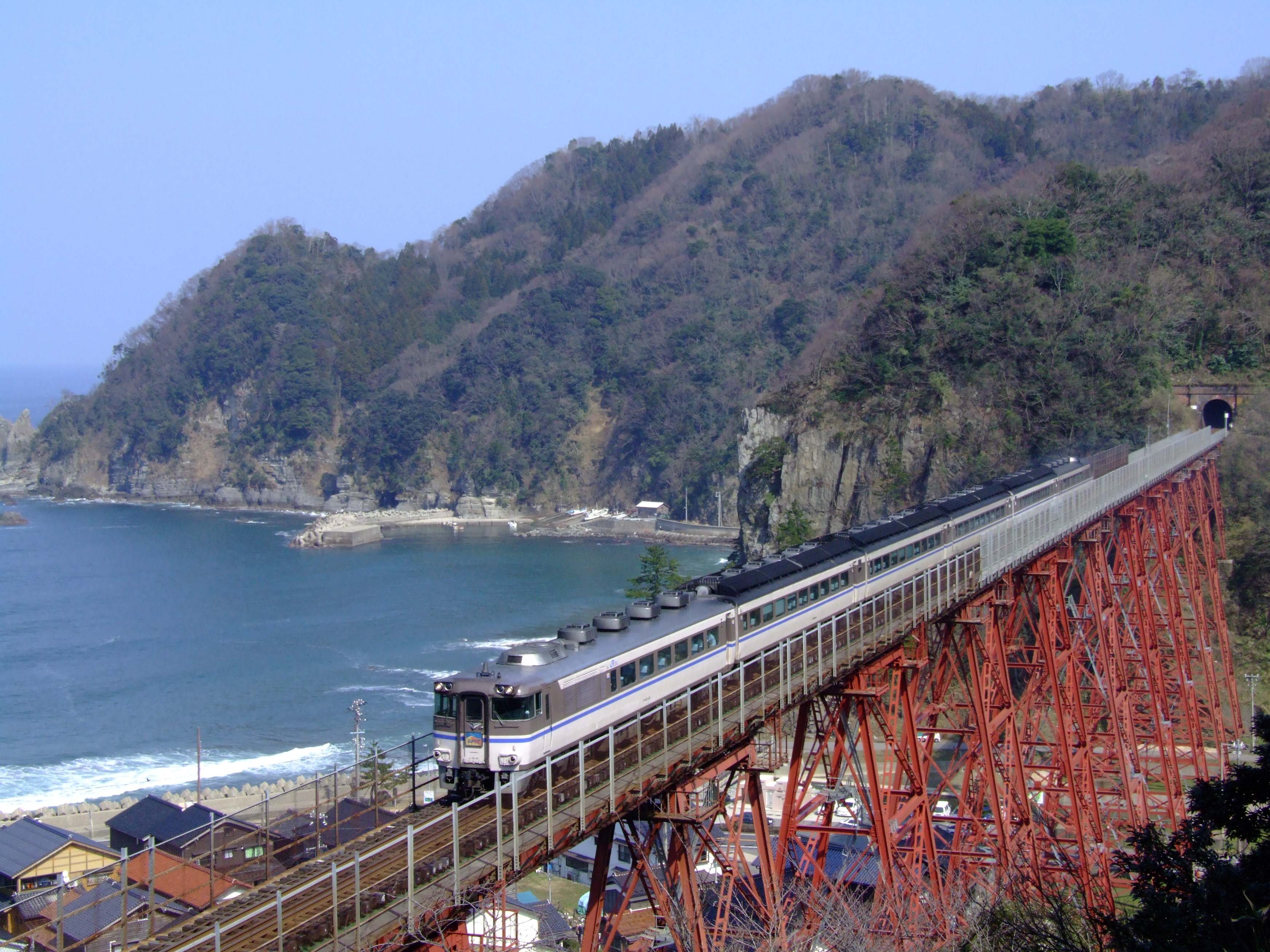
余部橋梁を渡るキハ181系「はまかぜ」 （2006年3月7日）
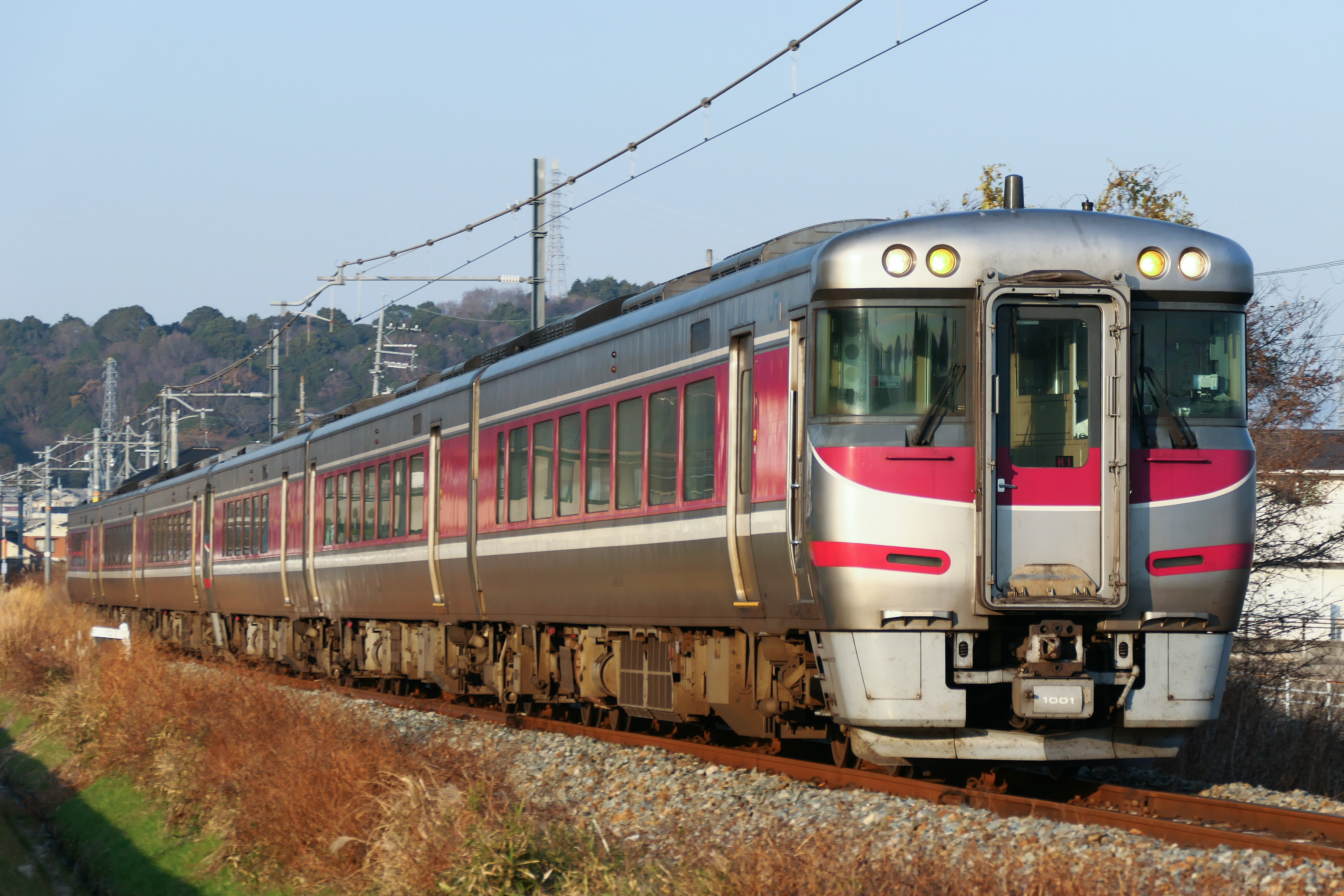
キハ189系「はまかぜ」 （2023年12月28日）

## 臨時列車
下記に詳述するほか、客車を用いた急行「味めぐり浜坂」「味めぐり但馬カニスキ」も1998年（平成10年）度まで運転されていた。また、シュプール号（「シュプール神鍋・鉢伏」）やマリン列車として「但馬ビーチ」「マリンはまかぜ」（大阪駅 - 鳥取駅間）も運転されていたことがあった。

### かにカニはまかぜ

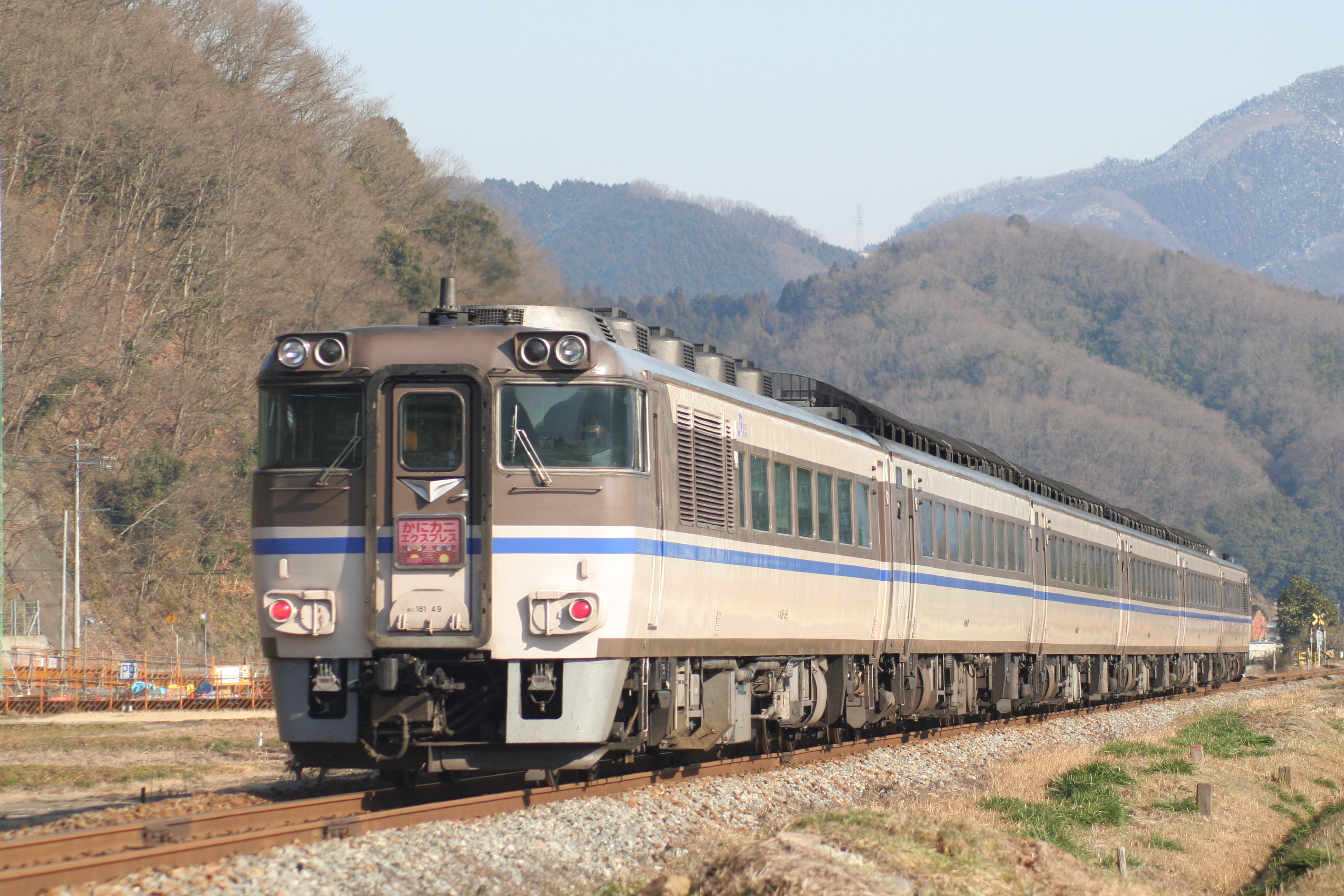
「かにカニはまかぜ」
（2010年1月17日 竹田駅 - 和田山駅間）

カニのシーズンを迎える11月から3月にかけて、JR西日本から発売されている駅長おすすめ駅プラン「かにカニ日帰りエクスプレス」期間中は、特急列車の利用が多く見込まれるため、1999年（平成11年）から期間中の土曜・休日を中心に定期列車の補充として「かにカニはまかぜ」が大阪駅 - 浜坂駅（2009年（平成21年）度までは香住駅）間で1往復運転されている。当初は展望室があるエーデル車両（キハ65形気動車）を使用し、2000年（平成12年）からキハ181系が使用されていたが、キハ181系による運転は2010年（平成22年）12月23日で終了し、2011年1月からはキハ189系で運転されている。「かにカニエクスプレス」では現在でも唯一運転されている列車である。
2010年（平成22年）度から運転区間が浜坂駅まで延長された。以前から地元から延長の要望があったものの、余部橋りょうで強風による運行規制が頻発していたため、「安定的に運行できない」との理由で実現していなかったが、2010年（平成22年）8月に余部橋りょうがコンクリート製の新橋に架け替えられたことにより解消し、浜坂駅まで延長運行が行われるようになった。
停車駅は基本的に浜坂駅発着の「はまかぜ」と同じで、「はまかぜ」が冬季のみ臨時停車する加古川駅・佐津駅にも停車する。代わりに生野駅・八鹿駅・江原駅は上下とも停車せず通過するため注意が必要である。なお2008年（平成20年）度までは「かにカニはまかぜ」に限り上下ともに尼崎駅にも停車していた。
2025年（令和7年）1月6日 - 3月14日までの木曜日を除いて、「かにカニはまかぜ」の増結車両として「はなあかり」が運行される。
1 - 3号車が「はなあかり」車両、4 - 6号車は一般車両（全車普通車指定席）で運行されるが、3号車と4号車の間は通り抜け不可となる。

### かにカニ但馬
「カニスキ号」として運転されていた列車を1991年（平成3年）度から名称が変更され、急行「味めぐり但馬」として運転を開始、1999年（平成11年）度から2004年（平成16年）度まで「かにカニ但馬」として、大阪駅 - 浜坂駅間で運転されていた。使用車両は、1999年（平成11年）度は14系200番台客車（リゾート&シュプール車両、展望室付き）、2000年（平成12年）度はキハ58形が充当された。2002年（平成14年）度からは特急列車化された。

## 乗車制度の特例
営業上の特例として大阪駅・尼崎駅 - 和田山駅間を途中下車しなければ播但線経由で乗車しても、福知山線経由の運賃・料金が適用される列車特定区間が適用される。
これは、もともと「はまかぜ」・「但馬」が「まつかぜ」・「だいせん」・「丹波」の補完目的で設定されたことに由来している。1986年（昭和61年）11月1日に「まつかぜ」などが廃止され、「北近畿」→「こうのとり」に移行してからは、制度本来の主旨とは異なるものの、ほかの大阪・神戸と但馬地方・鳥取県東部の直通特急列車が1989年（平成元年）3月11日の「エーデル鳥取」設定までいったん失われたことへの救済という性格を持つことになった（和田山駅 - 城崎温泉駅間に限れば、対大阪で福知山線経由の列車と当列車の両方を引き続き利用でき、また、1989年（平成元年）3月10日まで大阪駅 - 鳥取駅間で姫新線・因美線経由の急行「みささ」が利用できた）。
しかし1994年（平成6年）12月3日、智頭急行線が開業して「はくと」「スーパーはくと」が運行を開始すると、阪神地方と鳥取県の東部との間の往来はもっぱらそちらに移り、当該区間の旅客への便宜という意義は本制度からはほぼ失われた。ただし、但馬地方（特に城崎温泉駅以西）と大阪方面の往来客にとっては本制度はいまだ有用である。

## 播但線優等列車沿革

### 概説

#### 但馬
兵庫県の南部（大阪湾側）の神戸市と、北部日本海側の豊岡市を結ぶ快速列車として1952年（昭和27年）に運転を開始した。京都駅や大阪駅から北近畿方面に準急列車が運転されるようになると、1960年（昭和35年）に準急列車化された。「但馬」は準急化にあわせて蒸気機関車牽引の客車から気動車の運転に変わり、神戸駅 - 豊岡駅間では2時間台で結ぶようになった。1965年（昭和40年）に同一経路で運転されていた準急「ゆあみ」を統合することにより、1966年（昭和41年）には4往復で運転されるようになった。この本数のまま、1966年（昭和41年）に急行列車化されるが、1972年（昭和47年）に特急「はまかぜ」の運転開始にあわせて、2往復にグリーン車が連結されるようになるが、一部列車の一部区間で普通列車として運転されるようになったり、大阪駅 - 姫路駅間では姫新線に直通する急行「みまさか」と併結される列車も登場するようになった。
利用客の減少や山陽本線内での新快速の増発などによって1989年（平成元年）3月11日には姫路駅 - 豊岡駅・鳥取駅間の運転に短縮され（この時にグリーン車の連結は取り止め）、1996年（平成8年）3月15日に廃止された。

#### ゆあみ
城崎温泉への観光客輸送列車として1953年（昭和28年）に大阪駅 - 城崎駅（現在の城崎温泉駅）間で快速列車として運転を開始し、阪神間からの利用が便利であることから大好評であった。1958年（昭和33年）に準急列車化されるも、「たじま」と同一経路であることから1965年（昭和40年）に「但馬」に統合されて廃止された。1971年（昭和46年）には大阪駅 - 鳥取駅間（播但線経由）で臨時特急が運転された際には「ゆあみ」の列車名で運転された。「はまかぜ」の運転開始前の慣らし運転的意味あいも兼ねていたとされる。
列車名は、「入浴」の雅語的な表現が由来となっている。

### 沿革

#### 「はまかぜ」の運転開始まで
- 1952年（昭和27年）：大阪駅 - 城崎駅（現在の城崎温泉駅）間（播但線経由）で臨時列車として快速「たじま」が運転開始。
- 1953年（昭和28年）3月15日：大阪駅 - 城崎駅間（播但線経由）で臨時快速「ゆあみ」が運転開始。週末運転で下りは土曜日、上りは日曜日に運転されていた。
- 1956年（昭和31年）
  - 9月1日：「たじま」が定期列車になる。
  - 11月19日：「たじま」の大阪行きが香住発に変更。
- 1958年（昭和33年）10月1日：「たじま」の運転区間が大阪駅 - 浜坂駅間に変更。快速「ゆあみ」が準急列車になる。
- 1960年（昭和35年）10月1日：「たじま」が準急列車になり、運転区間が大阪駅 - 鳥取駅間に変更される。
- 1961年（昭和36年）10月1日：「たじま」が名称を漢字書きの「但馬」に変更。
- 1962年（昭和37年）3月1日：姫路駅 - 浜坂駅間で「但馬」が1往復増発され、「但馬」は2往復になる。
- 1965年（昭和40年）10月1日：「ゆあみ」が「但馬」に編入されて廃止。「但馬」は1往復増発され、4往復になる。
- 1966年（昭和41年）3月5日：準急列車制度の変更により「但馬」が急行列車になる。
- 1971年（昭和46年）10月9日：キハ80系を使用し、臨時特急「ゆあみ」が秋季、「はくぎん」が冬季のそれぞれ週末に運転され、臨時ながら初めて播但線で特急列車運転。

#### 「はまかぜ」の誕生
- 1972年（昭和47年）3月15日：新大阪駅・大阪駅 - 鳥取駅・倉吉駅間（播但線経由）で特急「はまかぜ」2往復が運転開始。
  - 「はまかぜ」の播但線区間は両端の姫路駅と和田山駅以外無停車で、大阪・神戸・姫路 - 但馬地方・鳥取県の輸送を担当する一方、播但線内の需要は急行「但馬」が担当していた。
  - 停車駅：新大阪駅 - 大阪駅 - 三ノ宮駅 - 明石駅 - 姫路駅 - 和田山駅 - 八鹿駅 - 江原駅 - 豊岡駅 - 城崎駅 - 浜坂駅 - 鳥取駅 - 倉吉駅 - 米子駅
- 1975年（昭和50年）3月10日：「はまかぜ」の倉吉駅発着列車が米子駅発着に変更。（「おき」とキハ80系を共通運用するため）食堂車の連結を廃止。
- 1976年（昭和51年）10月1日：「はまかぜ」の米子駅発着列車を再び倉吉駅発着に変更。（「つばさ」電車化で余剰になったキハ181系を「おき」で運用させるため）
- 1982年（昭和57年）7月1日：「やくも」の電車化によって余剰になったキハ181系が運用を開始。
- 1985年（昭和60年）3月14日：「はまかぜ」の全列車が鳥取駅発着になる。
- 1986年（昭和61年）11月1日：福知山線電化によるダイヤ改正のため、次のように変更される。
  1. 「はまかぜ」1往復が再び倉吉駅発着になる。
  2. 浜村駅の特急停車が復活。
  3. 「まつかぜ」の運転を終了させる代替として、大阪駅 - 浜坂駅間（下りは豊岡駅から普通列車）運転の「但馬」1往復の格上げも兼ね、米子駅発着列車を1往復運行開始（米子駅発着は1976年9月以来の設定）して「はまかぜ」は3往復となり、鳥取駅・米子駅発着がそれぞれ1往復となる。大阪駅 - 姫路駅間で120 km/h運転を開始し、スピードアップが図られる。
  4. 昼行急行「だいせん」の廃止に伴い、岩美駅・松崎駅・浦安駅・赤碕駅が停車駅に追加。
  5. 「但馬」は大阪駅 - 豊岡駅間と姫路駅 - 浜坂駅間の2往復になる。
- 1991年（平成3年）夏季：海水浴列車として、快速「マリン但馬」が大阪駅 - 鳥取駅間で運転。客車にはサロンカーなにわ、電化区間（大阪駅 - 姫路駅間）での機関車にはEF58 150が使用された。
- 1993年（平成5年）3月18日：「はまかぜ」の全列車が大阪駅発着になる。
- 1994年（平成6年）12月3日：智頭急行線の開業により特急「スーパーはくと」・「はくと」が運転を開始し、「はまかぜ」の運転区間・本数は大阪駅 - 浜坂駅・鳥取駅間のそれぞれ1往復になって、阪神 - 兵庫県北西部間の直通に特化した列車になる。
- 1995年（平成7年）1月17日 - 3月31日：阪神・淡路大震災の影響により全列車が運休となった。

#### 北近畿ビッグXネットワーク構築後
- 1996年（平成8年）3月16日：ダイヤ改正により、次のように変更。
  1. 急行「但馬」（2往復）が廃止。このうち1往復は運転区間を大阪駅 - 城崎駅間に変更し特急「はまかぜ」3・4号に編入。この列車に関しては多客期に限り香住駅まで延長することとなる。また、大阪駅乗り入れの臨時「但馬」81・82号も「はまかぜ」81・82号として特急列車化された。
  2. その結果「はまかぜ」が再度3往復になるとともに、播但線内の福崎駅・寺前駅が停車駅に追加された。特急料金も大阪駅 - 浜坂駅に関しては急行廃止の代替として割安なB特急料金が新たに導入されることになった。
- 1998年（平成10年）3月14日：生野駅が停車駅になる。
- 1999年（平成11年）3月13日：多客期に限り香住駅発着だった列車が通年香住駅発着となり、この列車に関しては多客期には浜坂駅まで延長することとなる。
- 2000年（平成12年）3月11日：神戸駅が停車駅になる。
- 2005年（平成17年）4月26日：JR福知山線脱線事故の影響で新大阪駅 - 福知山駅間の特急列車が運休となり、振替輸送が必要となったため新大阪駅 - 香住駅間で臨時列車1往復（88・89号）を6月18日まで運行。
- 2006年（平成18年）10月21日：香美町の「余部鉄橋メモリアル事業」にあわせ、姫路駅 - 浜坂駅間で急行「あまるべ」を運転[25]。
- 2009年（平成21年）6月1日：全車両禁煙になる[26]。

#### 2010年代以降の動向
- 2010年（平成22年）
  - 11月6日：キハ181系による「はまかぜ」の運用が終了[27]。
  - 11月7日：新型車両のキハ189系が運転開始[7]。
  - 12月23日：臨時列車としてのキハ181系による「かにカニはまかぜ」の運用が終了[13][14]。
- 2011年（平成23年） 2月28日：車内販売の営業が廃止[28]。
- 2016年（平成28年）3月26日：下り1号と上り4号が竹田駅に通年停車を開始[29]。
- 2019年（平成31年）3月16日：5号が西明石駅・加古川駅に停車[30]。
- 2021年（令和3年）3月13日：全列車が全席指定席になる[31]。
- 2023年（令和5年）3月16日：2号が城崎温泉始発、5号が豊岡止まりに見直された。代わりに朝の1号が鳥取行きになり、昼に4号が折り返し列車で設定される[32]。
- 2025年（令和7年）1月6日 - 3月14日：木曜日を除き、「かにカニはまかぜ」に観光列車「はなあかり」を増結[33][34][35]。